# Satellite du peuple
Le satellite du peuple (en ukrainien : Народний супутник (Narodnyy suputnyk)) est un satellite de l'entreprise ICEYE acquis par la Serhiy Prytula Charity Foundation pour les besoins des forces armées ukrainiennes lors de l'invasion à grande échelle de l'Ukraine à partir de 2022.
On l'appelle « du peuple » parce qu'il avait été entièrement acheté avec de l'argent donné par des Ukrainiens et des personnes d'autres pays souverain,.

## Campagne de financement
L'accord a été mis en œuvre après une série de projets de collecte de fonds pour acheter des '' Bayraktar du peuple" en juin 2022,.
La Fondation Serhiy Prytula et le blogueur Ihor Lachenkov ont lancé l'initiative de lever des fonds et d'acheter trois drones Bayraktar TB2,.
Les Ukrainiens ont collecté 600 millions de ₴ en quelques jours,. La société turque Baykar a fourni gratuitement les trois drones Bayraktar TB2. La Fondation a commencé à chercher des moyens de dépenser l'argent collecté de la manière la plus efficace pour l'armée ukrainienne.
La décision d'acheter le satellite a été prise après des négociations avec le ministère ukrainien de la Défense, la direction générale du renseignement ukrainien et l'état-major général des forces armées ukrainiennes.
L'entrepreneur spatial ukrainien Max Polyakov (en), fondateur de l'entreprise EOS Data Analytics, a été impliqué dans les négociations en raison de son expertise sur le marché des satellites,.
En mars 2022, au début de l'invasion russe à grande échelle de l'Ukraine, Max Polyakov a demandé aux entreprises d'observation de la Terre et aux agences spatiales qui collectent des images satellite de les partager à l'Ukraine. EOS DA a proposé ses capacités pour traiter ces données.

## Détails de l'accord
Le 18 août 2022, l'entreprise ICEYE a annoncé un accord avec la Serhiy Prytula Charity Foundation. À la suite de cet accord, ICEYE a fourni au ministère ukrainien de la Défense un accès complet à l'un de ses satellites, qui n'a pas été divulgué pour des raisons de sécurité. De plus, ICEYE a fourni l'accès à sa constellation pour effectuer des missions au-dessus de l'Ukraine et des territoires voisins,.
ICEYE a également fourni l'accès à sa constellation de satellites SAR, permettant aux forces armées ukrainiennes de recevoir des images satellite radar sur des emplacements critiques avec une fréquence de revisite élevée.

## Caractéristiques
La résolution des satellites commence à partir de 0,25 mètre par pixel, en fonction de la zone couverte par l'image. Une image peut couvrir une superficie allant jusqu'à 225 kilomètres carrés. Le satellite est situé à une altitude de 500 à 600 km d'altitude.
Le satellite fonctionne sur une orbite héliosynchrone. Il fait 15 orbites autour de la Terre en une journée et se déplace à une vitesse d'environ 7,5 km par seconde.
Avec l'aide du satellite d'ICEYE, l'Ukraine peut recevoir des images en quelques heures à partir du moment de l'acquisition des images depuis l'espace.

## Résultats rapportés
Le 29 septembre 2022, Oleksii Reznikov, le ministre ukrainien de la Défense, a rapporté qu'au cours des deux premiers jours de fonctionnement du satellite, plus de 60 unités d'équipements militaires ennemis avaient été découvertes,,.
Le 9 mars 2023, la Direction générale du renseignement du ministère de la Défense de l'Ukraine a rapporté qu'au cours des 5 mois d'utilisation du satellite ICEYE, les employés de l'agence ont détecté 360 tentes de l'armée russe sur le sol ukrainien, ainsi que 7 321 équipements militaires et équipements spéciaux russes,.

## Sources et références
1. ↑  (en) Cole, « Ukraine's "people's satellite" helping expose Russian equipment: Kyiv », Newsweek, 26 novembre 2022 (consulté le 6 avril 2023)
2. ↑  (uk) « ICEYE satellite, purchased for donations of Ukrainians, helped to detect and destroy over seven thousand units of Russian equipment — the Defence Intelligence of Ukraine :: Свідомі », svidomi.in.ua (consulté le 6 avril 2023)
3. ↑  (uk) « Почали "смикати" після прикладу Литви, – Притула про те, як з'явилась ідея купити "Байрактари" », 24 Канал (consulté le 6 avril 2023)
4. ↑  « Serhiy Prytula Charity Foundation now has full access to all ICEYE's systems as well as purchasing a satellite with project funds from the People's Bayraktar – SatNews », news.satnews.com (consulté le 6 avril 2023)
5. ↑  (en) « Who is fundraising for Bayraktar drones for the victory of Ukraine? | InVenture », inventure.com.ua (consulté le 6 avril 2023)
6. ↑  (en) « "There will be a lot of noise": Charity foundation buys satellite with money raised by Ukrainians », Ukrainska Pravda (consulté le 6 avril 2023)
7. ↑  (en-US) « In three days, Ukrainians raised 600 million UAH to purchase Bayraktar TB2 », Militarnyi (consulté le 6 avril 2023)
8. ↑  (en) « Prytula: Ukrainians raised UAH 600 million for four Bayraktars in three days », babel.ua (consulté le 6 avril 2023)
9. ↑  (en) « Turkey's Baykar to donate three UAVs to Ukraine after crowdfunding campaign », Reuters,‎ 27 juin 2022 (lire en ligne, consulté le 11 août 2023)
10. ↑  (uk) Скляревська, « Супутник наш. Що придбав фонд Сергія Притули за 600 мільйонів гривень та навіщо? », ms.detector.media,‎ 19 août 2022 (consulté le 6 avril 2023)
11. 1 2  (uk) « Це справжній "космос". Що отримає Україна завдяки "народному супутнику" », nv.ua (consulté le 6 avril 2023)
12. ↑  « Serhiy Prytula Charity Foundation now has full access to all ICEYE's systems as well as purchasing a satellite with project funds from the People's Bayraktar – SatNews », news.satnews.com (consulté le 6 avril 2023)
13. ↑  (en-GB) « Ukraine crisis: Satellite data firm asks for war images », BBC News,‎ 2 mars 2022 (lire en ligne, consulté le 11 août 2023)
14. ↑  (en) Hanneke Weitering, « Ukrainian entrepreneur calls for faster, better satellite data to help fight Russian invasion », Space.com, 1er mars 2022 (consulté le 6 avril 2023)
15. ↑  (en-US) « ICEYE Provides Ukraine with Access to Its SAR Satellite Constellation », www.iceye.com (consulté le 6 avril 2023)
16. ↑  (en-US) « The Serhiy Prytula Charity Foundation purchased a satellite from the ICEYE for Ukrainian intelligence », Militarnyi (consulté le 6 avril 2023)
17. ↑  (en-US) Werner, « Ukraine gains enhanced access to Iceye imagery and data », sur SpaceNews, 18 août 2022 (consulté le 6 avril 2023)
18. ↑  (uk) « Що за супутник купив Притула і як він допоможе ЗСУ », BBC News Україна,‎ 19 août 2022 (lire en ligne , consulté le 11 août 2023)
19. ↑  (uk) « Фонд Сергія Притули "купив" супутник. Що українські військові зможуть побачити із космосу — Forbes.ua », forbes.ua,‎ 18 août 2022 (consulté le 6 avril 2023)
20. ↑  (uk) « Бачить площу до 225 кв. км: у компанії Макса Полякова розповіли про характеристики супутника ICEYE », LIGA,‎ 19 août 2022 (consulté le 6 avril 2023)
21. ↑  (en) « Over 60 units of enemy equipment detected in first two days of operation of ICEYE satellite acquired by Ukrainians – Reznikov », Interfax-Ukraine (consulté le 6 avril 2023)
22. ↑  (en) Post, « Satellite Purchased by Volunteers Exceeds Expectations », Get the Latest Ukraine News Today - KyivPost (consulté le 6 avril 2023)
23. ↑  (en) « Crowdfunded Ukrainian satellite has helped destroy more Russian armored vehicles than its own cost », english.nv.ua (consulté le 6 avril 2023)
24. ↑  « Наданий ГУР МО України космічний апарат "ICEYE", придбаний за пожертви українців, допоміг виявити та знищити тисячі одиниць ворожої техніки », gur.gov.ua (consulté le 6 avril 2023)
25. ↑  (en) « 'People's satellite' already proving its value to Ukrainian military intelligence », english.nv.ua (consulté le 6 avril 2023)